# 查維·艾里斯文迪
安赫尔·哈维尔·阿里斯门迪·德·卢卡斯（西班牙語：Ángel Javier Arizmendi de Lucas，1984年3月3日—），通常稱阿里斯文迪（Arizmendi），乃一名西班牙足球運動員，司職前鋒或右中場。

## 生平
阿里斯文迪足球生涯始於馬德里體育會，曾被外借至多家球會。至2007年被馬德里體育會收回，但旋即被售往華倫西亞。
他只代表過國家隊一次，沒有出席2008年歐洲國家盃。

## 榮譽
- 華倫西亞
  - 西班牙盃冠軍（1次）
    - 2008

## 外部連結
- Stats at Liga de Fútbol Profesional （西班牙文）